# Friedrich Merz
Joachim-Friedrich Martin Josef Merz (Brilon, 11 novembre 1955) è un politico e avvocato tedesco, 10º cancelliere federale della Germania dal 6 maggio 2025. Membro dell'Unione Cristiano-Democratica di Germania (CDU), dal 2022 ne è presidente.
Merz è stato altresì deputato al Parlamento europeo nel 1989-1994, poi deputato al Bundestag nel 1994-2009, al quale appartiene nuovamente dal 2021 e dove è stato presidente del gruppo parlamentare CDU/CSU nel 2000-2002 e poi di nuovo dal 2022 ad oggi.
È divenuto leader di partito dopo aver tentato senza successo di raggiungere la posizione in due precedenti congressi nel 2018 e nel 2021.
Nel 2025 è stato il candidato cancelliere comune di CDU e CSU alle elezioni federali del 23 febbraio, nelle quali la CDU diviene il partito di maggioranza relativa.

## Biografia
Nato a Brilon, nella regione geografica del Sauerland e nello Stato del Nordreno-Vestfalia, allora parte della Germania Ovest, da genitori cattolici, Joachim Merz e Paula Sauvigny. Suo padre era un giudice e un membro della CDU fino al 2007, quando lasciò il partito. La famiglia materna Sauvigny era espressione dell'antico patriziato di Brilon di origine francese; il nonno materno di Merz, Josef Paul Sauvigny, fu avvocato e sindaco di Brilon dal 1917 al 1937.
Dopo aver superato l'esame di maturità (Abitur) nel 1975, Merz prestò servizio militare come soldato con un'unità di artiglieria semovente dell'esercito tedesco. Dal 1976 ha studiato giurisprudenza con una borsa di studio della Fondazione Konrad Adenauer, prima all'Università di Bonn, quindi a quella di Marburg, laureandosi nel 1985. Subito dopo gli studi diventò giudice a Saarbrücken, ma un anno più tardi, nel 1986, lasciò l'incarico per lavorare come avvocato aziendale presso l'Associazione dell'industria chimica tedesca (VCI) a Bonn e Francoforte.

### Attività politica fino al 2009
Merz si avvicinò presto alla politica. Già nel 1972, a 17 anni, entrò nell'ala giovanile della CDU, la Junge Union, diventando poi nel 1980 presidente della sezione giovanile di Brilon. Nel 1989 lasciò l'incarico professionale nell'Associazione della chimica tedesca per presentarsi come candidato alle elezioni del Parlamento europeo di quell'anno. Venne eletto deputato al Parlamento europeo, rimanendolo fino al 1994. A Strasburgo Merz fu membro della Commissione per i problemi economici e monetari e della delegazione del Parlamento per le relazioni con Malta.
Nel 1994 si candidò alle elezioni federali tedesche, venendo eletto ed entrando al Bundestag per il suo collegio elettorale, l'Hochsauerland. Nel suo primo mandato, fu membro della Commissione finanze. Rieletto nelle elezioni del 1998, le quali segnarono la sconfitta di Helmut Kohl contro Gerhard Schröder, nell'ambito del ricambio generazionale nelle file della CDU Merz diventò nell'ottobre di quell'anno vicepresidente e poi nel febbraio 2000 presidente del gruppo parlamentare comune di CDU e CSU, succedendo in questo incarico a Wolfgang Schäuble. In tale veste fu leader dell'opposizione parlamentare durante il primo governo Schröder.
In vista delle elezioni del 2002, il candidato cancelliere e Primo ministro bavarese Edmund Stoiber incluse Merz nel proprio governo ombra per la campagna elettorale volta a strappare a Schöder il cancellierato: Merz fu in particolare l'esperto di Stoiber per i mercati finanziari e il bilancio nazionale. Dopo la sconfitta elettorale di Stoiber, la presidente della CDU, Angela Merkel, assunse direttamente la guida del gruppo parlamentare in luogo di Merz, che tornò all'incarico di vicepresidente del gruppo fino al 2004. Dal 2002 al 2004 fu anche componente del comitato esecutivo della CDU, sempre sotto la guida di Merkel.
Tra il 2005 e il 2009, Merz fu membro della Commissione giustizia del Bundestag. Nel 2007 annunciò che non si sarebbe ricandidato alle successive elezioni del 2009, dopo le quali lasciò la politica per tornare alla propria attività professionale.

### Attività professionale
Dopo aver lasciato la politica, Merz tornò alla professione di avvocato aziendale. Dal 2004 fu Senior Counsel presso l'ufficio di Mayer Brown a Düsseldorf, dove lavorò nel team di finanza d'impresa; prima del 2004 fu consigliere senior di Cornelius Bartenbach Haesemann. Il suo lavoro di avvocato lo ha reso titolare di un patrimonio di svariati milioni di euro. Merz ricoprì l'incarico di componente nei consigli di amministrazione o di sorveglianza di diverse società; dal 2005 al 2009 è stato membro del consiglio di sorveglianza di Interseroh e di Deutsche Börse. Dal 2006 fu membro del consiglio di amministrazione, di sorveglianza o dell'Advisory Board di Stadler Rail, IVG Immobilien, Deutsche Rockwool, DBV-Winterthur Holding, Odewald & Compagnie, Ernst & Young Germany, Axa Konzern AG, WEPA Hygieneprodukte GmbH. Tra il 2010 e il 2011, Merz ha rappresentato gli azionisti di WestLB, un'istituzione di proprietà pubblica che era stata in precedenza il terzo istituto di credito della Germania, nelle trattative per il passaggio di proprietà. Dal 2010 al 2014 membro del consiglio di vigilanza del Borussia Dortmund, dal 2010 al 2019 presidente dell'Advisory Board di HSBC Trinkaus.
Dal 2011 fu membro del comitato consultivo internazionale di Robert Bosch GmbH, dal 2016 presidente del consiglio di sorveglianza di BlackRock Germany, dal 2017 presidente del consiglio di sorveglianza dell'aeroporto di Colonia-Bonn.
Nel 2012 sostenne la candidatura di Norbert Röttgen per le elezioni statali in Renania Settentrionale-Vestfalia del 2012 in qualità di consigliere di politica economica. Fu altresì eletto dal Parlamento della Renania Settentrionale-Vestfalia in quota CDU come membro della Assemblea federale in occasione delle elezioni per il Presidente federale della Germania nel 2012 e nel 2017.
Nel novembre 2017, Merz fu nominato dal Ministro presidente della Renania Settentrionale-Vestfalia Armin Laschet come suo commissario per la Brexit e le relazioni transatlantiche, una posizione consultiva non retribuita.

### Ritorno alla politica
Dopo l'annuncio da parte di Angela Merkel di voler lasciare la guida della CDU, Merz ha annunciato che avrebbe concorso alle elezioni per la leadership del partito nel dicembre 2018. La sua candidatura è stata sostenuta da Wolfgang Schäuble, presidente del Bundestag ed ex presidente della CDU. Merz è stato poi sconfitto al secondo turno di consultazioni da Annegret Kramp-Karrenbauer. Dopo che anche quest'ultima ha deciso di rinunciare alla presidenza della CDU nel febbraio del 2020, Merz ha annunciato di voler correre una seconda volta per la leadership del partito, presentando la propria candidatura alle elezioni interne della primavera successiva.
Dopo esser stato sconfitto per la leadership della CDU nel gennaio del 2021 da Armin Laschet, a seguito delle dimissioni di quest'ultimo dopo l'insuccesso del partito alle elezioni federali di quell'anno, nell'ambito di un nuovo congresso Merz viene eletto presidente del partito. La sua elezione viene interpretata dall'opinione pubblica nazionale e internazionale come una svolta conservatrice del partito rispetto alle posizioni dei precedenti tre leader Merkel, Kramp-Karrenbauer e Laschet. Sempre nel 2021, Merz ritorna deputato al Bundestag per il collegio della sua regione natia dello Hochsauerland.
Nel settembre 2024 Merz viene scelto come candidato cancelliere comune di CDU e CSU per le imminenti elezioni federali del 2025. In seguito alla caduta del Governo Scholz ed all'anticipo delle elezioni da settembre e febbraio 2025, Merz conduce la campagna elettorale di CDU e CSU, che si conclude con una vittoria alle urne.
Il 6 maggio 2025, in seguito ad un accordo con l’SPD, si sottopone ad un voto del Bundestag per diventare Cancelliere federale della Germania: alla prima votazione, tuttavia, non risulta eletto a causa di alcuni parlamentari dissenzienti che, per la prima volta dal 1949, hanno fatto mancare la maggioranza assoluta necessaria (310 favorevoli su 316 necessari); in seguito all'indizione di una successiva votazione nella stessa giornata, risulta infine eletto con 325 voti a favore.

## Vita privata
È sposato con la giudice Charlotte Merz, presidente del tribunale di Arnsberg. La coppia ha tre figli e risiede ad Arnsberg, nella regione del Sauerland. Il lavoro di Merz come avvocato aziendale lo ha reso multimilionario. È anche pilota privato autorizzato e possiede due aeroplani. Per tale ragione è talvolta soprannominato "il pilota".
Nel 2005, la coppia ha fondato la Friedrich und Charlotte Merz Stiftung, una fondazione che sostiene progetti nel settore dell'istruzione.
Da tempo ha ottenuto la licenza di radioamatore ed il suo indicativo internazionale é DK7DQ.

## Posizioni politiche
Merz si è descritto come socialmente conservatore ed economicamente liberale ed è visto come un rappresentante delle tradizionali ali conservatrici dell'establishment e pro-business della CDU. Da giovane politico negli anni '70 e '80, era un convinto sostenitore dell'anticomunismo, la dottrina statale dominante della Germania Occidentale e un principio fondamentale della CDU. Il suo libro Mehr Kapitalismus wagen sostiene il liberalismo economico.

### Diritti civili
Nel novembre 2018, Merz ha affermato che l'introduzione del matrimonio tra persone dello stesso sesso in Germania è corretta. Sempre nel 2018, Merz ha rifiutato il Premio Ludwig Erhard, citando obiezioni alle pubblicazioni del presidente della Fondazione Ludwig Erhard, Roland Tichy, considerato da alcuni di estrema destra.

### Politica estera
Merz è stato presidente dell'associazione Atlantik-Brücke che promuove la comprensione tedesco-americana e l'atlantismo, ed è un convinto sostenitore dell'Unione europea e della NATO. Nel 2018 si è descritto come "un europeo veramente convinto, un transatlanticista convinto" e ha affermato: "sono per una Germania cosmopolita, le cui radici affondano nell'etica cristiana e nell'illuminismo europeo e i cui alleati politici più importanti sono le democrazie dell'Occidente. Uso di nuovo volentieri questa espressione: le democrazie dell'Occidente". Egli sostiene un'unione più stretta e soprattutto relazioni più strette tra Germania e Francia. Nel 2018 è stato coautore di un articolo in difesa del progetto europeo, che tra le altre cose chiedeva “un esercito per l’Europa”.
Nel 2023, Merz ha chiesto alla Germania di coinvolgere i principali alleati, in particolare la Francia, nei negoziati con la Cina come parte di un ripensamento dei legami con il Paese che riflette un “cambio di paradigma” globale nella sicurezza e nella politica estera.
Merz ha criticato Donald Trump più duramente rispetto alle critiche rivolte ad Angela Merkel, in particolare ha criticato la guerra commerciale di Trump contro l'Europa.

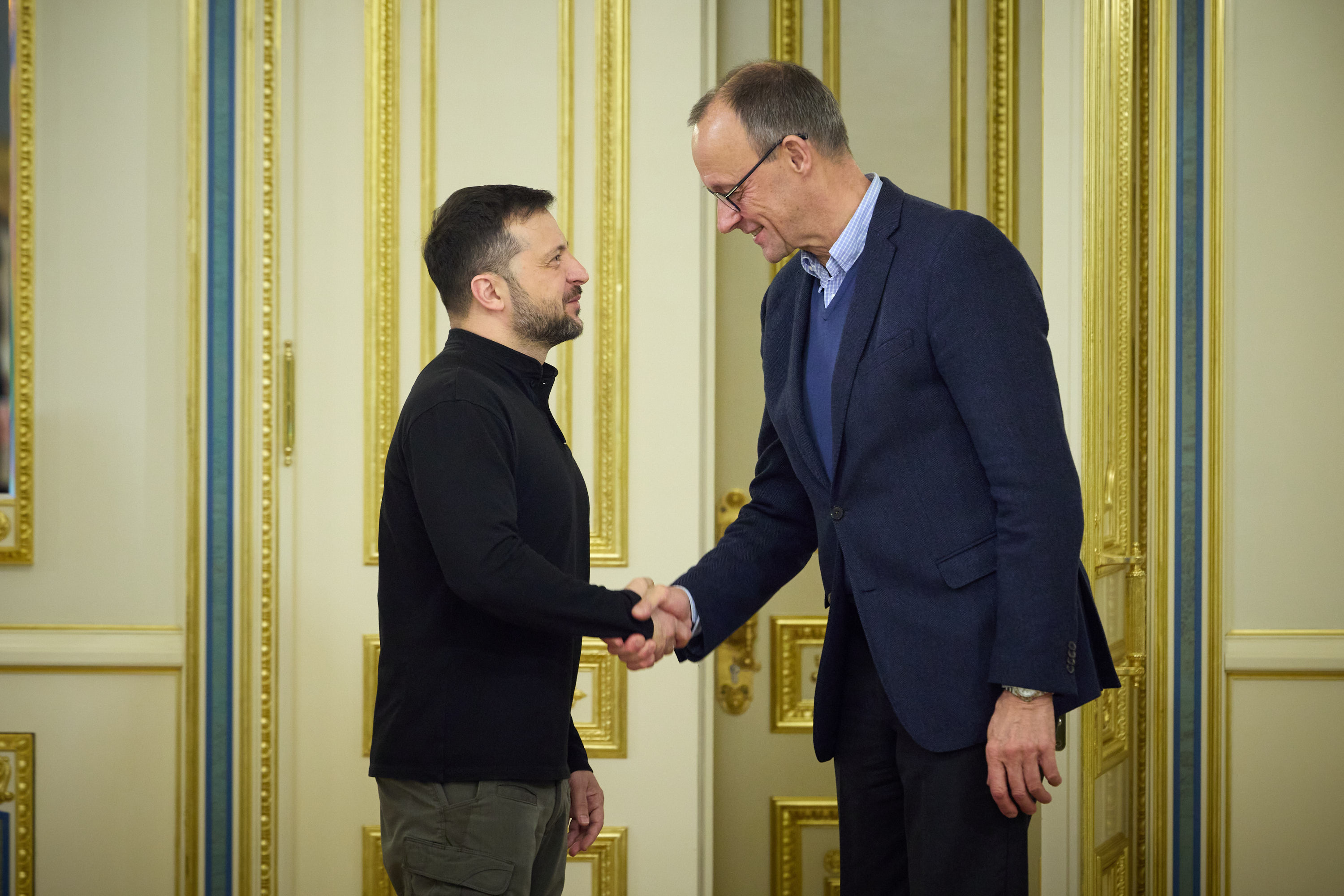
Merz con il presidente ucraino Volodymyr Zelens'kyj nel dicembre 2024

Nel gennaio 2022, Merz ha affermato che sanzionare la Russia e sospenderla dallo SWIFT per il Donbass sarebbe un errore. Dopo l'inizio dell'invasione russa dell'Ucraina nel 2022, Merz ha assunto forti posizioni filo-ucraine e anti-russe, esortando il cancelliere Olaf Scholz a fornire armi all'Ucraina e recandosi personalmente a Kiev a maggio per incontrare il presidente ucraino Volodymyr Zelens'kyj.